# الدوري الألماني الشرقي 1963–64
الدوري الألماني الشرقي 1963–64 هو الموسم 17 من الدوري الألماني الشرقي. أقيم خلال الفترة 10 أغسطس 1963 وحتى 10 مايو 1964، وأشرف على تنظيمه الاتحاد الأوروبي لكرة القدم، وكان عدد الأندية المشاركة فيه 14، وفاز فيه BSG Chemie Leipzig (1950) ‏.